# Sigrid Miltopaeus
Sigrid Anna Miltopaeus, född 16 maj 1878 i Jakob och Johannes församling, Stockholm, död 26 juni 1955 i Västerleds församling, Stockholm, var en svensk kompositör, sångpedagog och pianist.

## Biografi
Sigrid Anna Miltopaeus föddes 16 maj 1878 i Jakob och Johannes församling, Stockholm. Hon var dotter till kammarskrivaren Fredrik Hjalmar Miltopaeus (född 1839) och Anna Fredrika Mindermann (född 1854). Hon flyttade 1909 till Malmö med sina föräldrar. Hon arbetade som språklärare. Miltopaeus arbetade mellan 1912 och 1913 som sånglärare vid Malmö musikkonservatorium. Den 5 november 1924 flyttade hon och hennes mamma till Alviksvägen 15 i Bromma. Miltopaeus avled 26 juni 1955 i Västerleds församling, Stockholm.

## Musikverk
- Folksång "Sverige, du vår gamla moder" för fyrstämmig kör (SATB). Text av Frans Hedberg.[11]

### Sång och piano
- Stämning "Och vinden sjunger sin dunkla sång". Text av Anna Lindgren.[12]

- Människornas ögon "Klara skola människornas ögon vara". Text av Bo Bergman.[13]

- Lill' Anna Mari "O, får jag dig följa, skön Anna Mari", folkvisa.[14]

- Jag älskar dig "Min tankes tanke ene du är vorden". Text av H.C. Andersen.[15]

- I granelid "De vandrade så gärna i granelid". Text av A-a A.[16]

- "Högt ovan vikens skumma, gråa vatten" . Text av Anna Maria Roos.[17]

- Farkosten på vågen "Skyhöga vågor vandra i djupa sjön". Text av Zacharias Topelius.[18]

- Adagio "Vattnet rörs och vinden spelar". Text av Bo Bergman.[19]

- Jungfru Margits vårvisa "Det är den fagra tiden som årets äring spår". Text av Emil Kléen.[20]

- I natten "Tyst är lunden och sjön". Text av Viktor Rydberg.[21]

- Stjärneljus.[22]

### Piano
- Preludium.[23]

- Melodi i gammal stil.[24]

- Festmarsch.[25]

- Fantasi i f-moll, op. 1.[26]

- Bolero.[27]

- Valborgsmässa.[28]